# 26. Division (1. Königlich Württembergische)
Die 26. Division (1. Königlich Württembergische), für die Dauer des mobilen Verhältnisses im Ersten Weltkrieg auch als 26. Infanterie-Division bezeichnet, war ein Großverband der Württembergischen Armee.

## Geschichte

### Name
Bereits am 31. März 1817 (Stiftungstag) wurde im Königreich Württemberg eine 1. Infanterie-Division aufgestellt. Sie wurde am 27. Juli 1848 mit der damaligen 2. Infanterie-Division zu einer Infanterie-Division zusammengefasst. Zu dieser gehörten alle Infanterieregimenter des Württembergischen Heeres. Die Division gliederte sich in drei Brigaden. Am 11. Mai 1868 wurde dieses Divisionskommando aufgelöst und die Brigaden direkt dem Korpskommando unterstellt.
Am 18. Dezember 1871 wurde die 26. Division (1. Königlich Württembergische) neu errichtet, jedoch ohne Divisionsstab. Dieser wurde erst am 4. März 1872 aufgestellt.

### Garnisonen
Das Divisionskommando stand von 1817 bis zur Auflösung 1919 in Stuttgart.

#### Vormarsch zur Maas und durch die Argonnen 1914

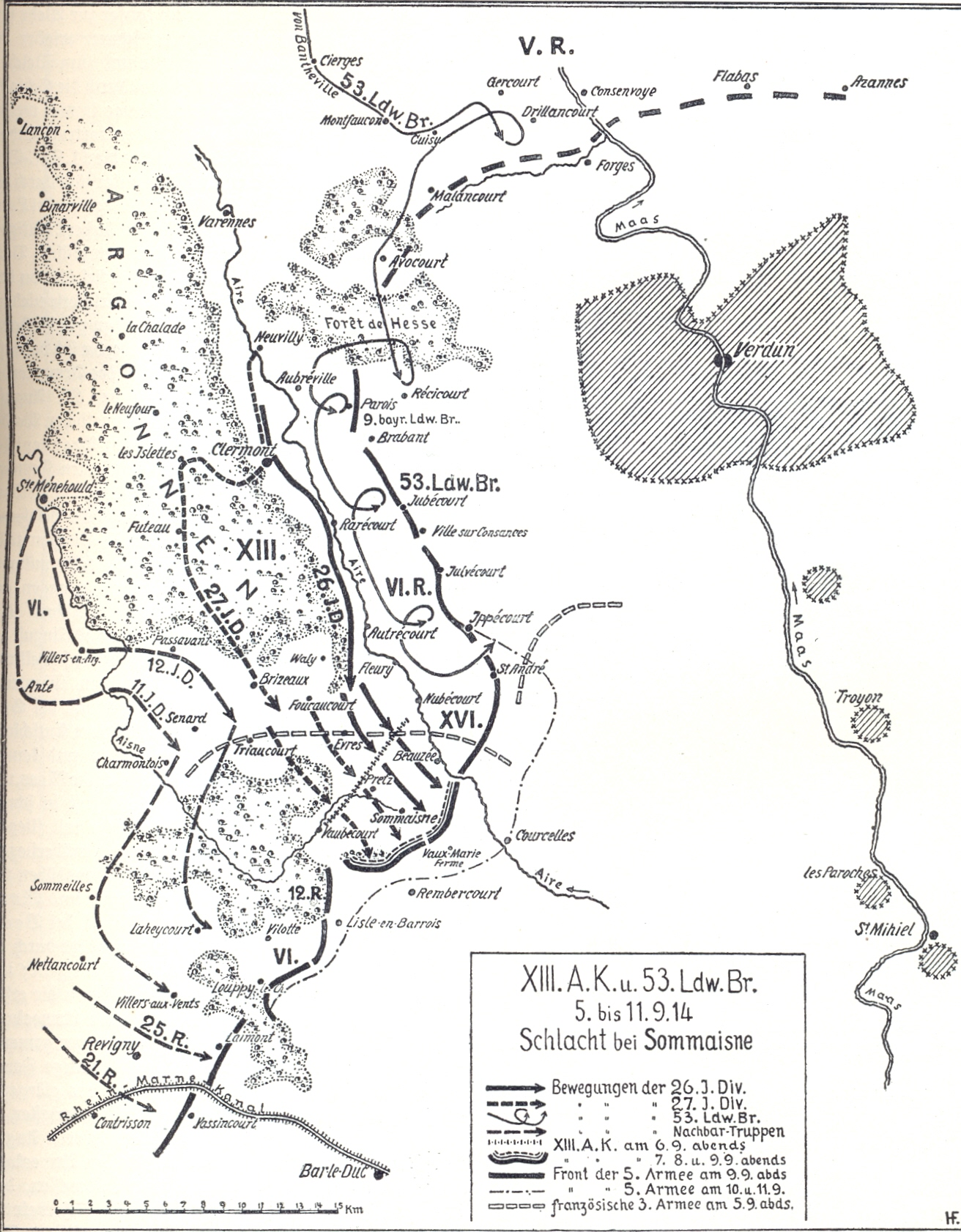
Vorstoß durch die Argonnen, September 1914

Die 26. Division stand zu Kriegsbeginn (August 1914) bei der 5. Armee an der Westfront und rückte im Verband des XIII. Armee-Korps (von Fabeck) durch Luxemburg nach Frankreich ein. Die Division unter Führung des Herzogs von Urach beteiligte sich ab 22. August an der Schlacht bei Longwy. Die Division drang neben der 27. Division auf Ville Houdlemont vor. Sie traf vor Baranzy frühzeitig auf starke Feindkräfte – die 52. Brigade (Generalmajor Karl Gottlob von Teichmann) erlitt schwere Verluste durch Flankenfeuer des französischen 4. Korps. Die Dörfer Bleid und Baranzy wurden erstürmt und die Linie Grandcourt und Tellancourt erreicht. Am 23. August wurde der Othain-abschnitt zwischen Villette – Colmy forciert. Am 24. August standen die Truppen über Vilette und Comey vorgehend am Chiers-Abschnitt und führten zusammen mit der 11. Reserve-Division den Angriff auf Longuyon. Am 30. August 1914 folgte der Übergang über die Maas und Erstürmung von Mont-Montigny, darauf kämpfte sich die Division westlich Verdun und durch die Argonnen vorgehend über Varennes auf Montfaucon vor. Während am rechten deutschen Heeresflügel die Marneschlacht auskämpfte, ging die 26. Division über Vaubécourt auf Sommaisne vor. Vom 9. auf den 10. September 1914 führte die Division noch einen Nachtangriff südlich Sommaisne, gemäß dem eintreffenden allgemeinen Rückzugsbefehl folgten bis 16. September Nachhutgefechte in den Argonnen. Zwischen 17. und 24. September rang die Division in der zweiten Schlacht bei Varennes um die neue Stellungsfront am Ostrand des Argonnenwaldes. Bis 7. Oktober standen die Truppen im beginnenden Stellungskrieg im Argonnenwald und an der östlichen Aisnefront.

#### In Flandern

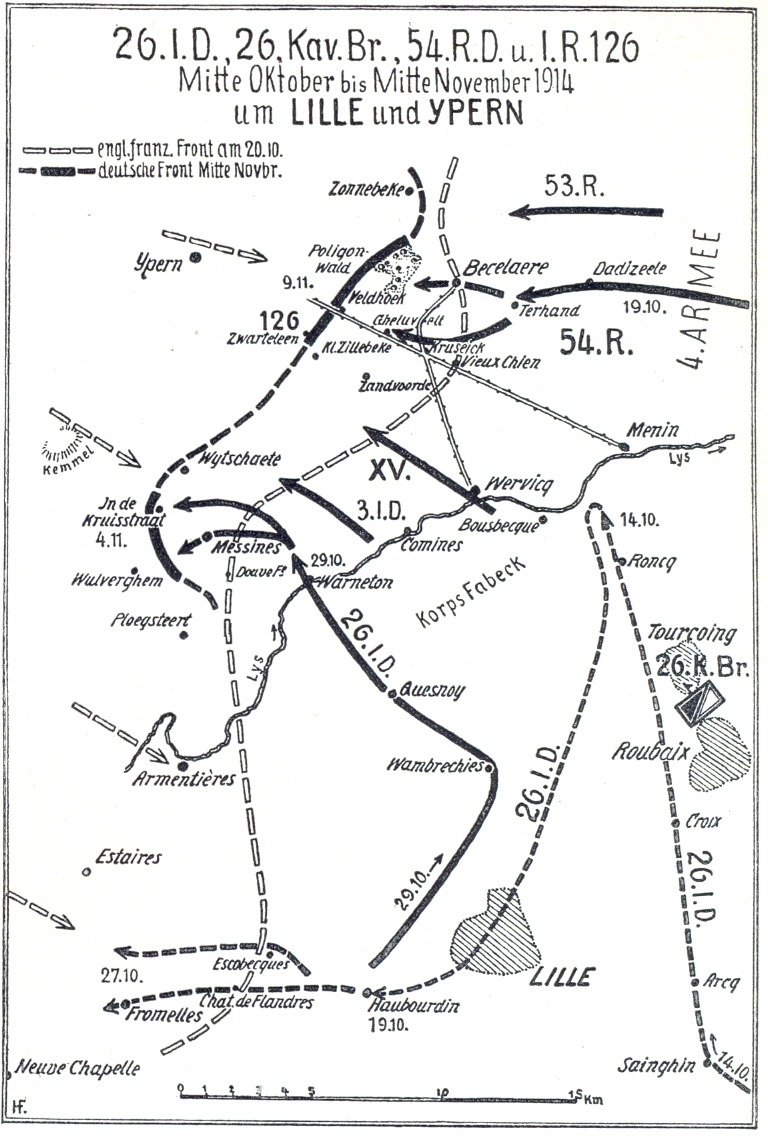
Kämpfe der Division in Flandern

Anfang Oktober 1914 wurde das XIII. Korps samt der 26. Division zur 6. Armee zur neu entstandenen Front in Flandern abtransportiert. Mitte Oktober 1914 kämpfte die Division in der Schlacht um Lille, dann am 21. Oktober um Château de Flandres. Während der Schlacht von La Bassée unterstützte die Division die Gegenangriffe der 14. Division, am 22. Oktober gelang die Einnahme von Le Maisnil, zwischen 23. und 27. Oktober rang man um Fromelles. Am 26. Oktober 1914 wurde die Stellung des Infanterie-Regiments 119 am Layes-Bach – soweit dies das feindliche Feuer zuließ – verstärkt. Nur langsam gelang es der 52. Brigade, unter schweren Verlusten sich an die feindliche Stellung heranzuarbeiten. Die gegnerischen Stellungen erwiesen sich als zu stark, dass sie in der Art des bisherigen feldmäßigen Angriffs zu nehmen gewesen wären. Zwischen 30. Oktober und 26. November 1914 kämpfte die Division im Abschnitt der Gruppe Fabeck in der Ersten Flandernschlacht. Am 31. Oktober gelang die Erstürmung von Messines, wo der Stellungskrieg einsetzte. Ende November wurde die Division an die Ostfront abtransportiert.

#### An der nördlichen Ostfront 1914/15
Ab 1. Dezember 1914 bildete die 26. Division zusammen mit der 25. Reserve-Division (mit unterstelltem Feldartillerie-Regiment „König Karl“ (1. Württembergisches) Nr. 13, bisher 27. Division) das Korps Fabeck bei der 9. Armee (von Mackensen) im Raum Łowicz in Polen. Bis zum 17. Dezember 1914 kämpfte die Division bei Sanniki. Am 5. Dezember erfolgte ein Angriff auf Ilow, am 12. Dezember folgte die Erstürmung des Parks von Wszeliwy, bis 13. Dezember verfolgte sie den Gegner nach Giszyce. Zwischen 18. Dezember 1914 und 15. März 1915 lag die Division dann im Stellungskrieg an der Bzura.

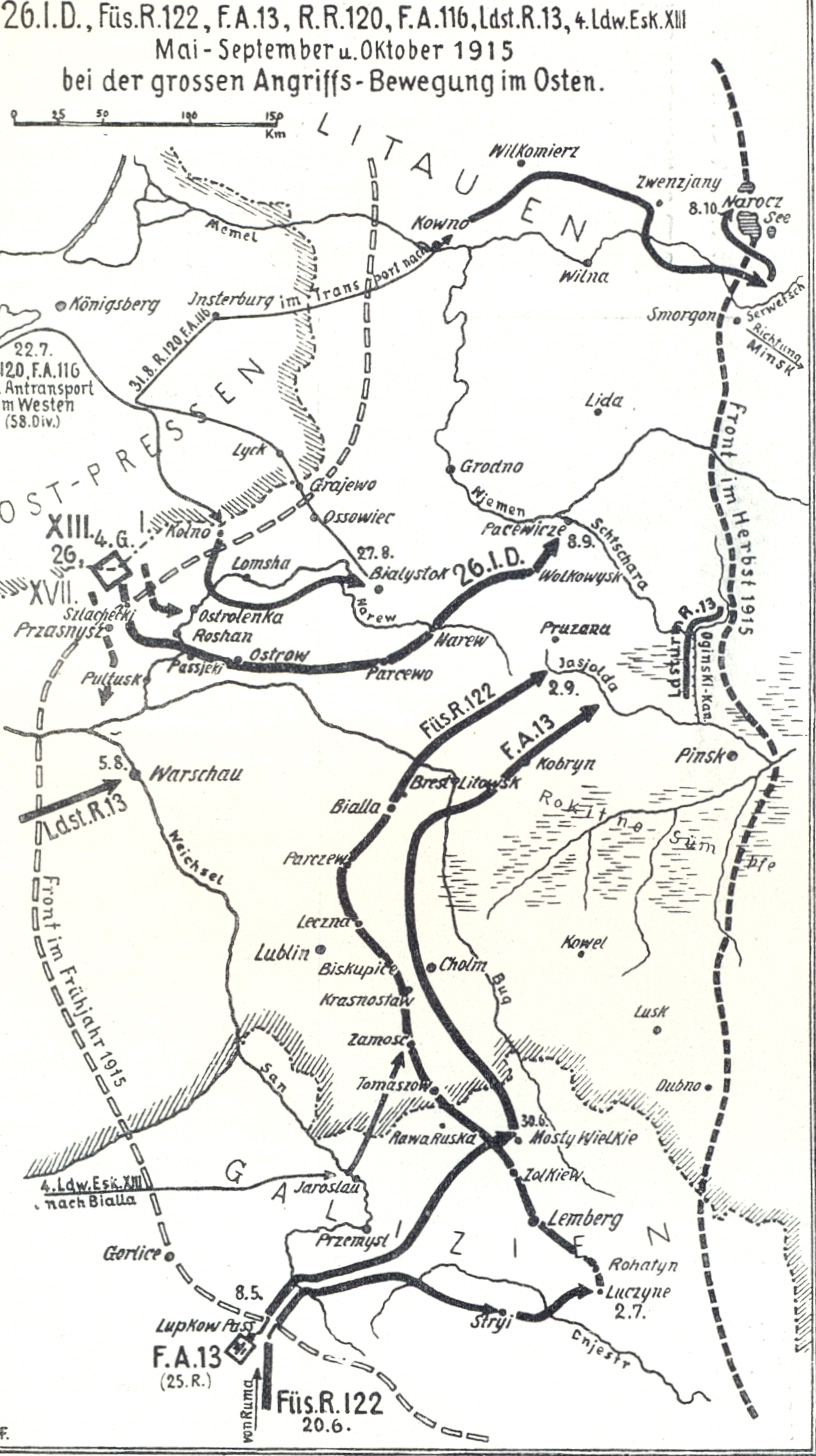
Lage an der Ostfront im Oktober 1915

Nach dem Bzura-Übergang folgten ab 19. Dezember Stellungskämpfe bei Zylin und Dachowo. Ab 14. Februar 1915 gab es größere Kämpfe bei Kenszyce, am 12. März erfolgte der Vormarsch an die Rawa.
Mitte März 1915 wurde die Division im gleichen Abschnitt der neu formierten 12. Armee (von Gallwitz) zugeteilt und stand wieder im Verband des XIII. Korps. Es folgten bis 12. Juli 1915 Stellungskämpfe nördlich Przasnysz. Im Mai 1915 wurde die 52. Infanterie-Brigade aufgelöst, das Füsilier-Regiment Nr. 122 kam zur 209. Infanterie-Brigade der neu aufgestellten preußischen 105. Infanterie-Division, das Infanterie-Regiment Nr. 121 zur verbleibenden 51. Infanterie-Brigade. Zwischen 13. und 24. Juli beteiligte sich die Division an der von General Gallwitz durchgeführten Durchbruchsschlacht bei Przasnysz, verfolgte ab 17. Juli erfolgreich zum Narew-Abschnitt und beteiligte sich von 18. Juli am Kampf um die Festung Różan, am 24. Juli gelang die Einnahme der Festung und der dortige Übergang über den Narew.
Ende Juli bis 3. August 1915 rang die 26. Division zusammen mit der 3. und der 4. Garde-Division in der Schlacht am Narew.
Bis 6. August folgten Kämpfe am Oßbach, bis 10. August bei Ostrow und bis 12. August bei Tschischew. Zwischen 13. und 18. August verfolgten die Truppen an die Biala, dann rang die Division bis 25. August in der Schlacht bei Bielsk. Danach wurde der Gegner bis 5. September über den Swislotsch und die Naumka verfolgt und am 7. und 8. September bei Wolkowysk und an der Zelwianka zurückgeworfen.

#### Serbienfeldzug  1915

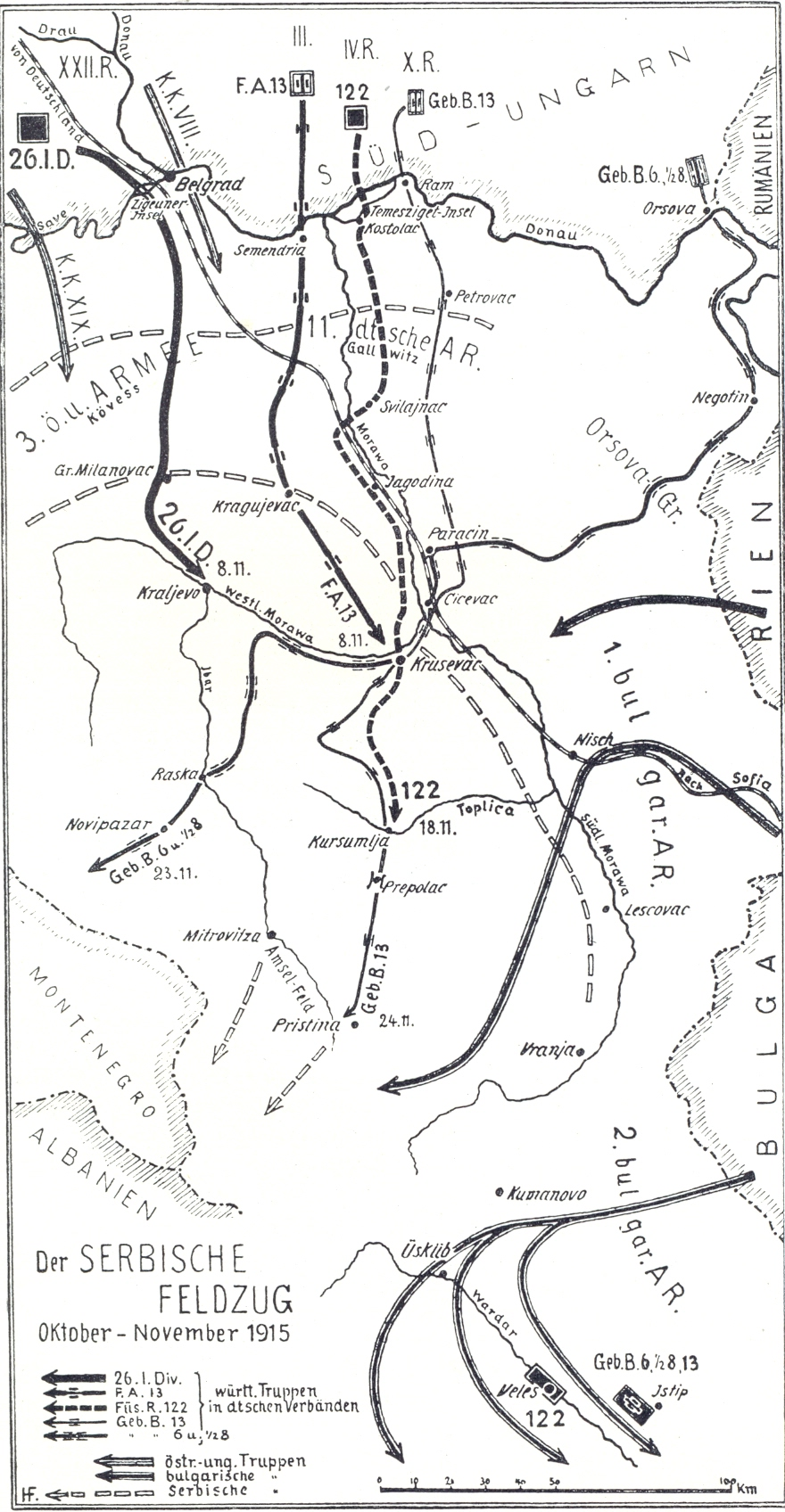
Serbienfeldzug Herbst 1915

Im Oktober mit der 12. Armee nach Syrmien an die Donau verlegt, beteiligte sich die Division am Kampf gegen Serbien.
Am 1. November 1915 dem XXII. Reserve-Korps (von Falkenhayn) im Rahmen der k.u.k. 3. Armee (Kövess) zugeteilt, erzwang die 26. Division zwischen 11. und 14. Oktober den Übergang über die Save bei Belgrad. Zwischen 15. und 17. Oktober 1915 rang die Division am Avala-Abschnitt und erreichte am 29. Oktober die Erstürmung des Rudnik-Passes. Danach verfolgte die Division den Gegner über Grn. Milanovac bis 8. November nach Kraljevo.

#### Erneut in Flandern, an der Somme und im Artois 1916/17
Am 27. Dezember 1915 traf die 26. Infanterie-Division mit dem Feldartillerie-Regiment 13 im Abschnitt der 4. Armee in Flandern ein und verblieb im Abschnitt bis 31. Juli 1916 im Raum westlich Ypern in Stellung. Zwischen 2. und 15. Juni 1916 kam es zu schwereren Kämpfen um die Doppelhöhe 60.

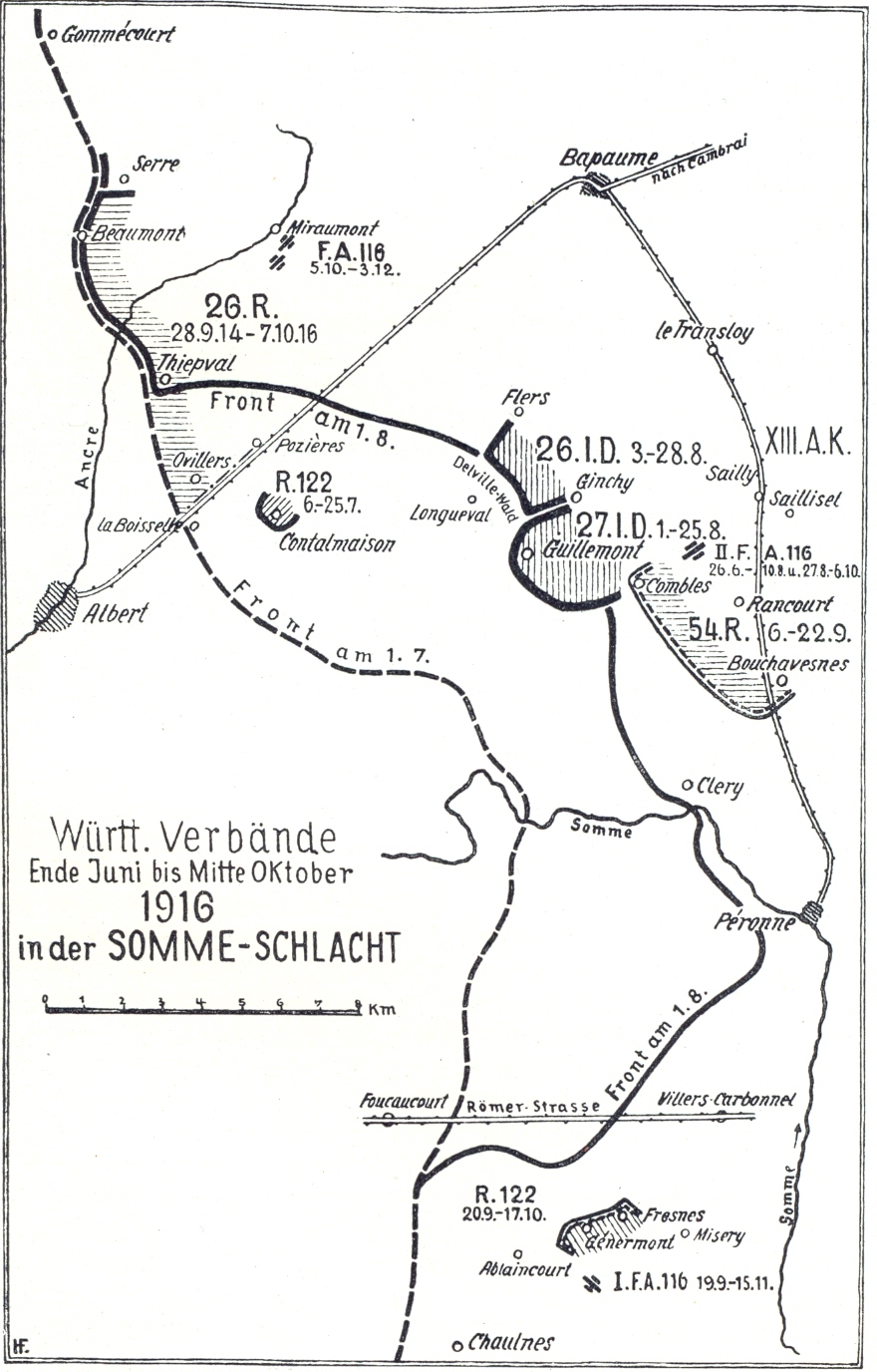
Sommeschlacht im Herbst 1916

Zwischen 5. und 29. August 1916 stand die Division bei der 1. Armee an der Somme. Während der Schlacht an der Somme verteidigte die Division im Rahmen des XIII. Korps bei Longueval, die anschließende 27. Division rang bei Guillemont. Darauf folgten Abwehrkämpfe an der neuen Front im Delville-Wald und bei Ginchy. Ende August 1916 wurde das abgekämpfte Korps vom Bayerischen II. Korps abgelöst, das Generalkommando ging nach Flandern ab.
Zwischen 3. September und 14. November 1916 stand die Division wieder bei der 4. Armee im Stellungskampf am Wytschaete-Bogen und kehrte darauf an die Somme zurück. Ende November 1916 übernahm das Generalkommando bei der 1. Armee die Führung der 185. und der 222. Infanterie-Division und führte die Verteidigung an der Linie Le Transloy bis Sailly-Saillisel.
Zu Jahresbeginn 1917 übernahm General von Hofacker das Kommando über die Division. Bis zum 15. März 1917 verblieben die Truppen in Stellungskämpfen an der Somme und verblieb nach der Alberich-Bewegung bis 9. April vor der neu eingenommenen Siegfriedstellung.
Zwischen 9. April und 20. Mai 1917 stand die der 6. Armee zugeführte Division in der Frühjahrsschlacht bei Arras im Abschnitt der „Gruppe Arras“ (Generalkommando IX. Reserve-Korps). Zwischen 21. Mai und 2. August verblieb sie in Stellungskämpfen im Artois. und wechselte am 15. August wieder zur 4. Armee um in der Dritten Flandernschlacht eingesetzt zu werden. Am 16. August 1917 begann eine britische Offensive zwischen der Yser und Lys, die auch als Schlacht von Langemark bezeichnet wird. Den Briten gelang es im Bereich der Gruppe „Ypern“ (Gen.Kdo. Bayerisches III. Armee-Korps) bei Langemark durchzubrechen und sich bis Poelcapelle vorzukämpfen.
Am 22. August erfolgte für die Division ein weiterer Großkampftag im Raum Poelcapelle, ab 6. September erfolgte der Abtransport nach Italien.

#### Vom Isonzo an den Piave 1917

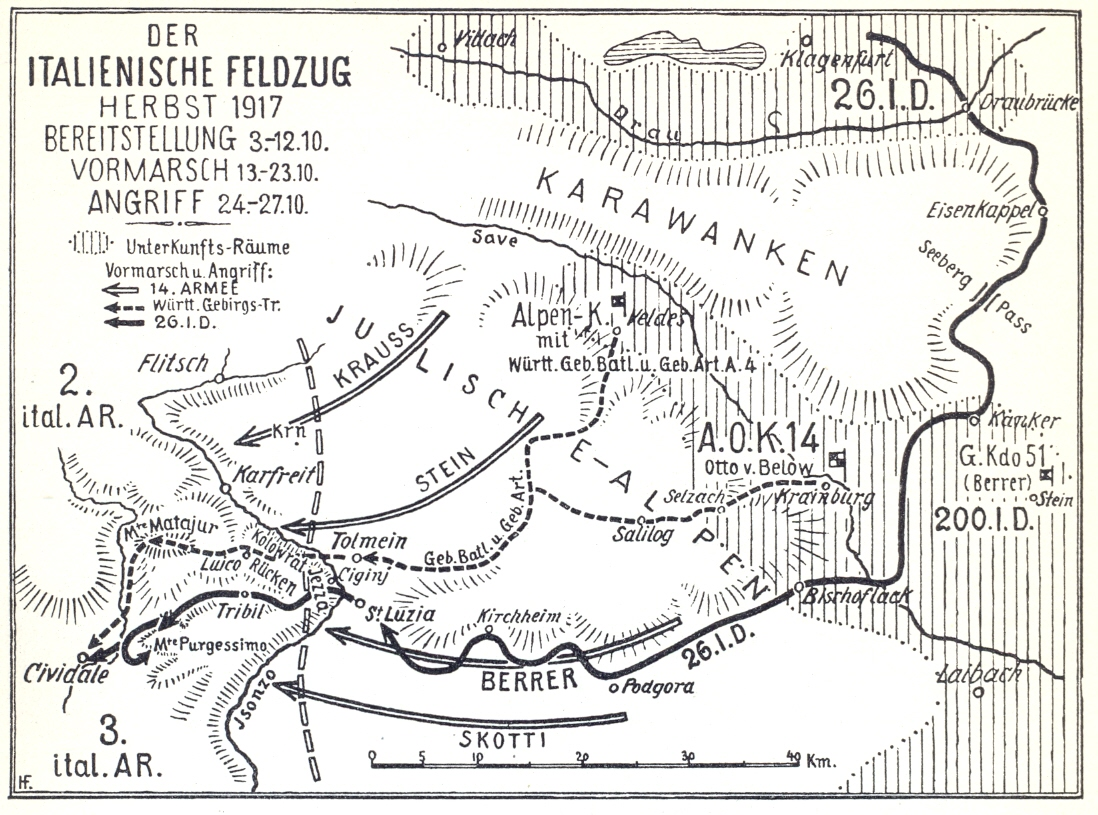
Durchbruch am Isonzo, Oktober 1917

Nach der Ankunft in Norditalien Mitte September 1917 wurde die Division für den Angriff in der Zwölften Isonzoschlacht vorbereitet. Am 24. Oktober wurde die 26. Division am linken Flügel der 14. Armee bei der Gruppe Berrer (Generalkommando z. b. V. 51) hinter der 200. Infanterie-Division als zweites Treffen im Südabschnitt des Tolmeiner Brückenkopfes gegen die italienischen Linien angesetzt. Zwischen 25. und 27. Oktober gelang der Durchbruch über das Jeza-Massiv und am 27. Oktober die Einnahme des Monte Purgesio sowie von Cividale. Am 28. Oktober drang die Division in Udine ein, am 30. Oktober drang sie in Codroipo ein. Am 7. November vollzog sie den Übergang über den Tagliamento und setzte zwischen 14. November und 6. Dezember den Vormarsch an den Piave fort. Nach dem Wiedereinsetzen des Stellungskrieges in Italien wurde die Division ab 4. Januar 1918 für die Große Schlacht in Frankreich an die Westfront zurücktransportiert.

#### Kriegsende an der Westfront 1918
Zwischen 8. Januar und 11. März 1918 verbrachte die Division zur Vorbereitung für die im Frühjahrsoffensive bei den Armeeabteilungen A und B im Oberelsaß. Zwischen 12. und 20. März 1918 erfolgte der Aufmarsch der Division im Bereich der 17. Armee um in zweiter Linie für den „Mars-Angriff“ angesetzt zu werden. Am 21. März 1918 begann das Unternehmen Michael, der große deutsche Angriff an der Westfront. Die 26. Division wurde nach dem Festfahren der 17. Armee dem alten Gruppenkommando XIII. A.K. bei der 2. Armee unterstellt. Am 28. März kämpfte die Division bei Moyenneville am 5. April bei Serres. Nach dem Scheitern des Durchbruches kam es ab 7. April zu neuen Stellungskämpfen im Raum Albert. Am 11. Juni wurde die Division zur südlicher stehenden 18. Armee verbracht um bis 30. Juni an den Stellungskämpfen an der Avre und an der Matz teilzunehmen.
Anfang Juli 1918 verlegte die Division zur 1. Armee an der Aisnefront ab, führte bis 14. Juli Stellungskämpfe bei Reims und stand dann von 15. bis 17. Juli in der erfolglosen Angriffsschlacht in der Champagne, welche infolge der Gegenangriffe der französischen 5. Armee abgebrochen werden musste.

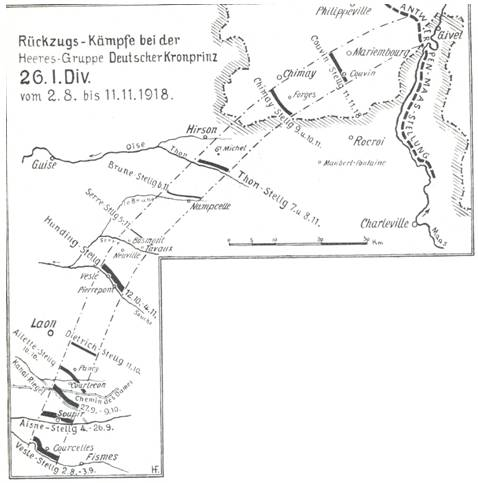
Rückzugskämpfe der Division, Herbst 1918

Am 18. Juli der 7. Armee zugeteilt rang die Division bis zum 25. Juli in der Schlacht zwischen Soissons und Reims und ging ab 26. Juli kämpfend zur Vesle zurück. Es folgten bis 23. August Stellungskämpfe an der Vesle und anschließend bis zum 27. September Abwehrkämpfe an der alten Aisne-Stellung.
Bis 9. Oktober hielt sich die Division hinter dem Aisne-Kanal und führte dann ab 10. Oktober Abwehrkämpfe in der Ailette-Stellung, und zwischen 12. und 21. Oktober bei Braye in der neu bezogenen Hunding-Stellung. Nach schweren Abwehrkämpfen im Raum Vesles zwischen 21. Oktober und 4. November wurde der Rückzug auf die Antwerpen–Maas-Stellung notwendig. Nach dem Waffenstillstand wurde die Räumung der französischen Gebiete notwendig, die Division vollzog zwischen 13. November und 6. Dezember 1918 den Rückmarsch in den Raum südlich und westlich Marburg an der Lahn. Am 17. Dezember begann die Abbeförderung der Division in die heimatlichen Demobilmachungsorte.

## Gliederung

### Friedensgliederung vom 1. August 1914
- 51. Infanterie-Brigade (1. Königlich Württembergische) in Stuttgart

Brigadekommandeure:
Generalmajor von Stein von 2. August 1914 bis 20. Juli 1916
Generalmajor Otto Haas von 20. Juli 1916 bis 16. März 1918
Generalmajor Glück von 16. März bis 18. Oktober 1918
Oberst Max von Gemmingen von 18. Oktober 1918 bis Kriegsende
Unterstellt
Grenadier-Regiment „Königin Olga“ (1. Württembergisches) Nr. 119 in Stuttgart
Infanterie-Regiment „Kaiser Friedrich, König von Preußen“ (7. Württembergisches) Nr. 125 in Stuttgart
- 52. Infanterie-Brigade (2. Königlich Württembergische) in Ludwigsburg

Brigadekommandeure:
Generalmajor von Teichmann 1914
Unterstellt
Infanterie-Regiment „Alt-Württemberg“ (3. Württembergisches) Nr. 121 in Ludwigsburg
Füsilier-Regiment „Kaiser Franz Josef von Österreich, König von Ungarn“ (4. Württembergisches) Nr. 122 in Heilbronn und Mergentheim (II. Bataillon)
- 26. Kavallerie-Brigade (1. Königlich Württembergische) in Stuttgart

Brigadekommandeure:
(Kgl. preuß.) Oberst von Saviati von 9. Juli 1872 bis Oktober 1877
Oberst Prinz Wilhelm von Württemberg, der spätere König Wilhelm II., von 14. Oktober 1877 bis 1882
Unterstellt
Dragoner-Regiment „Königin Olga“ (1. Württembergisches) Nr. 25 in Ludwigsburg
Dragoner-Regiment „König“ (2. württembergisches) Nr. 26 in Cannstatt
- 26. Feldartillerie-Brigade (1. Königlich Württembergische) in Ludwigsburg

2 Württembergisches Feldartillerie-Regiment Nr. 29 Prinzregent Luitpold von Bayern in Ludwigsburg
4. Württembergisches Feldartillerie-Regiment Nr. 65 in Ludwigsburg
- Landwehr-Inspektion Stuttgart

### Kriegsgliederung 1914–1917
Die 26. Kavallerie-Brigade (1. Königlich Württembergische) kam nach der Mobilmachung 1914 zur 7. Kavallerie-Division. Die Division blieb beim XIII. Armee-Korps.
Kriegsgliederung 1914:
- 51. Infanterie-Brigade (1. Königlich Württembergische)
- 52. Infanterie-Brigade (2. Königlich Württembergische)
- 26. Feldartillerie-Brigade (1. Königlich Württembergische)
- Ulanen-Regiment „König Wilhelm I.“ (2. Württembergisches) Nr. 20

Ab 1. Dezember 1914 bildete die 26. (württ.) Infanterie-Division und die 25. Reserve-Division (mit unterstelltem Feldartillerie-Regiment „König Karl“ (1. Württembergisches) Nr. 13, bisher 27. Division) das „XIII. Korps Fabeck“ bei der 9. Armee (Mackensen) in Polen. Im März 1915 wurde das XIII. Korps der 12. Armee (Gallwitz), am 1. November 1915 dem XXII. Reserve-Korps (Falkenhayn), 3. k.u.k. Armee (Köveß), unterstellt.
Gliederung 1915:
Im Mai 1915 wurde die 52. Infanterie-Brigade aufgelöst, das Füsilier-Regiment Nr. 122 kam zur 209. Infanterie-Brigade der neu aufgestellten 105. Infanterie-Division, das Infanterie-Regiment Nr. 121 zur verbleibenden 51. Infanterie-Brigade.
- 51. Infanterie-Brigade (1. Königlich Württembergische)

Grenadier-Regiment „Königin Olga“ (1. Württembergisches) Nr. 119
Infanterie-Regiment „Alt-Württemberg“ (3. Württembergisches) Nr. 121
Infanterie-Regiment „Kaiser Friedrich, König von Preußen“ (7. Württembergisches) Nr. 125
- 26. Feldartillerie-Brigade (1. Königlich Württembergische)

### Kriegsgliederung ab 1917
Im Winter 1916/1917 trat eine neue Kampfvorschrift „Grundsätze für die Führung in der Abwehrschlacht“ mit einer neuen generellen Gliederung einer Division in Kraft. Die Division gliederte sich ab Dezember 1917 in
- 51. Infanterie-Brigade

Grenadier-Regiment „Königin Olga“ (1. Württembergisches) Nr. 119
Infanterie-Regiment „Alt-Württemberg“ (3. Württembergisches) Nr. 121
Infanterie-Regiment „Kaiser Friedrich, König von Preußen“ (7. Württembergisches) Nr. 125
Maschinen-Gewehr-Scharfschützen-Abteilung Nr. 40
- Artillerie-Kommandeur Nr. 58[A 2]

2. Württembergisches Feldartillerie-Regiment Nr. 29 Prinzregent Luitpold von Bayern
II. Bataillon Niederschlesisches Fußartillerie-Regiment Nr. 5
- Stab Pionier-Bataillon Nr. 143 mit 1. und 5. Kompanie Württembergisches Pionier-Bataillon Nr. 13 und Minenwerfer-Kompanie 26
- 2. Feldeskadron des Ulanen-Regiments „König Wilhelm I.“ (2. Württembergisches) Nr. 20
- Divisions-Nachrichten-Kommandeur Nr. 26

Ab 7. Oktober 1917 gehörte die Division mit der 200. (preuß.) Jäger-Division zum Generalkommando z. b. V. (zur besonderen Verwendung) 51 in Venetien.
Ab März 1918 war die Division wieder dem Gruppenkommando XIII bei der 2. Armee unterstellt.

## Kommandeure
| Dienstgrad      | Name                                         | Datum                                    |
| --------------- | -------------------------------------------- | ---------------------------------------- |
| Generalleutnant | Johann Georg von Schéler                     | 1817                                     |
|                 | unbesetzt                                    | 1826 bis 1828                            |
| Generalleutnant | Karl Friedrich Ludwig zu Hohenlohe-Kirchberg | 1828 bis 2. Februar 1837                 |
| Generalleutnant | Ernst Eugen von Hügel                        | 1837                                     |
| Generalleutnant | Ludwig Friedrich von Stockmayer              | 1837                                     |
| Generalleutnant | Joseph Konrad von Bangold                    | 1838                                     |
| Generalleutnant | Karl von der Lippe-Falkenflucht              | 1842                                     |
| Generalleutnant | Moriz von Miller                             | 1849                                     |
| Generalmajor    | Ernst Meisrimmel von Weissenau               | 1850                                     |
| Generalleutnant | Ernst von Baumbach                           | 1852                                     |
| Generalleutnant | Julius von Hardegg                           | 1859                                     |
| Generalleutnant | Kuno von Wiederhold                          | 1864                                     |
| Generalleutnant | Oskar von Hardegg                            | 08. September 1865 bis 1. September 1866 |
| Generalleutnant | Karl von Fischer                             | 13. September 1866 bis 3. Oktober 1868   |
|                 | unbesetzt                                    | 1868 bis 1872                            |
| Generalleutnant | Karl Bernhard von Reitzenstein               | 04. März 1872 bis 29. Juni 1874          |
| Generalleutnant | Hugo von Kottwitz                            | 14. Juli 1874 bis 21. Dezember 1876      |
| Generalleutnant | Walter von Gottberg                          | 22. Dezember 1876 bis 27. März 1881      |
| Generalleutnant | Karl von Knoerzer                            | 28. März 1881 bis 20. Mai 1884           |
| Generalleutnant | Friedrich Pergler von Perglas                | 21. Mai 1884 bis 17. August 1888         |
| Generalleutnant | Wilhelm von Woelckern                        | 18. August 1888 bis 26. Oktober 1890     |
| Generalleutnant | Oskar von Lindequist                         | 27. Oktober 1890 bis 21. April 1895      |
| Generalleutnant | Johannes von Dettinger                       | 22. März 1895 bis 21. März 1897          |
| Generalleutnant | Rudolf von Caemmerer                         | 22. März 1897 bis 21. Februar 1900       |
| Generalleutnant | Albert von Schnürlen                         | 22. Februar 1900 bis 12. April 1901      |
| Generalleutnant | Albrecht von Württemberg                     | 13. April 1901 bis 23. September 1906    |
| Generalleutnant | Karl von Oppeln-Bronikowski                  | 24. September 1906 bis 26. Januar 1910   |
| Generalleutnant | Franz von Soden                              | 27. Januar 1910 bis 21. März 1911        |
| Generalleutnant | Friedrich von Gerok                          | 22. März 1911 bis 20. September 1912     |
| Generalleutnant | Wilhelm Karl von Urach                       | 21. September 1912 bis 5. Januar 1917    |
| Generalleutnant | Eberhard von Hofacker                        | 06. Januar bis 2. November 1917          |
| Generalmajor    | Ulrich von Württemberg                       | 03. November 1917 bis 14. Dezember 1918  |
| Generalmajor    | Otto Haas                                    | 14. Dezember 1918 bis 1. Januar 1919     |
| Generalleutnant | Hermann von Stein                            | 02. Januar bis 8. Mai 1919               |